# Disney Club
Disney Club è stato un programma televisivo per ragazzi, in onda dal 1991 al 2006. Inizialmente veniva trasmesso la domenica mattina, dal 1994 il sabato pomeriggio; andò in onda su Rai 1 dal 1991 al 2000, poi nell'autunno di quell'anno venne trasferito su Rai 2, dove andò in onda fino alla primavera del 2006. Nella stagione 1993-1994 il programma non andò in onda in quanto la RAI perse i diritti della Disney a favore di Mediaset, che mandò in onda A tutto Disney su Canale 5.

## Descrizione
Il programma era dedicato ai bambini e ai pre-adolescenti, e registrò per molti anni un buon successo di pubblico, che lo portò anche a vincere tre Telegatti come miglior trasmissione di intrattenimento per ragazzi nel 1992, 2001 e 2002 e il premio A.GE-Chiara D'Assisi, conferito dall'Associazione Genitori.
Si trattava della versione italiana di un format della Disney, la quale lo esportò con grande successo in diversi paesi del mondo.
Il programma si sviluppava sia in studio, con un pubblico di 80 ragazzi provenienti dalle scuole medie di tutta Italia, sia in esterno, con servizi ed interviste a personaggi del mondo dello sport, della musica, della televisione. La regia dello studio era affidata prima a Danilo Di Santo, poi a Stefano Gigli e infine a Massimo Fusi, quella dei servizi esterni a Maria Sorrentino.
Oltre ai giochi che vedevano coinvolte le scolaresche e/o singoli concorrenti bambini o ragazzi, che furono diversi di edizione in edizione, (così come diverse per ogni edizione furono le scenografie del programma) all'interno del programma vi erano varie rubriche che trattavano argomenti diversi sempre adattati al giovane pubblico del programma; tra queste rubriche, per due anni, Francesco Scimemi fu il conduttore di “Sulle ali della dolce magia”, insegnando dei giochi di prestigio. Lo sponsor di questo appuntamento magico era la Galbusera; i giochi e le rubriche erano poi inframezzate da vari cartoni animati (tutti del catalogo Disney).

## La tortura dell'insegnante
Il momento finale del programma (che fu una costante di tutte le edizioni a partire dal 1994) era la cosiddetta "Tortura dell'insegnante", dove un insegnante della classe ospite del programma veniva "torturato" versandogli addosso varie misture colorate se rispondeva erroneamente ad alcune domande che gli erano poste dai presentatori, previo giuramento di non vendicarsi sui suoi studenti qualsiasi cosa sarebbe accaduta. Si trattava dell'evoluzione del gioco finale di A tutto Disney, nel quale i giovani concorrenti (i Secchioni) dovevano rispondere ad alcune domande e se fallivano venivano colpiti da secchiate d'acqua lanciate da alcuni loro coetanei (Secchiatori).

## Edizioni e conduttori
Viene riportato di seguito l'elenco dei conduttori del programma.
| Edizione | Stagione  | Titolo         | Rete     | Collocazione      | Conduzione          | Conduzione          | Conduzione           | Conduzione           | Regia           |
| -------- | --------- | -------------- | -------- | ----------------- | ------------------- | ------------------- | -------------------- | -------------------- | --------------- |
| 1        | 1991/92   | Disney Club    | Rai 1    | Domenica mattina  | Dado Coletti        | Riccardo Salerno    | Gaia Zoppi           | Gaia Zoppi           | Danilo Di Santo |
| 2        | 1992/93   | Disney Club    | Rai 1    | Domenica mattina  | Dado Coletti        | Riccardo Salerno    | Emily De Cesare      | Giovanni Muciaccia   | Danilo Di Santo |
| 3        | 1993/94   | A tutto Disney | Canale 5 | Sabato pomeriggio | Irene Ferri         | Riccardo Salerno    | Riccardo Rossi       | Riccardo Rossi       | Michele Truglio |
| 4        | 1994/95   | Disney Club    | Rai 1    | Sabato pomeriggio | Ettore Bassi        | Ettore Bassi        | Francesca Barberini  | Francesca Barberini  | Stefano Gigli   |
| 5        | 1995/96   | Disney Club    | Rai 1    | Sabato pomeriggio | Dado Coletti        | Dado Coletti        | Francesca Barberini  | Francesca Barberini  | Stefano Gigli   |
| 6        | 1996/97   | Disney Club    | Rai 1    | Sabato pomeriggio | Dado Coletti        | Dado Coletti        | Francesca Barberini  | Francesca Barberini  | Stefano Gigli   |
| 7        | 1997/98   | Disney Club    | Rai 1    | Sabato pomeriggio | Dado Coletti        | Dado Coletti        | Francesca Barberini  | Francesca Barberini  | Stefano Gigli   |
| 8        | 1998/99   | Disney Club    | Rai 1    | Sabato pomeriggio | Dado Coletti        | Dado Coletti        | Francesca Barberini  | Francesca Barberini  | Stefano Gigli   |
| 9        | 1999/2000 | Disney Club    | Rai 1    | Sabato pomeriggio | Giovanni Muciaccia  | Giovanni Muciaccia  | Carolina Di Domenico | Carolina Di Domenico | Stefano Gigli   |
| 10       | 2000/01   | Disney Club    | Rai 2    | Sabato pomeriggio | Giovanni Muciaccia  | Giovanni Muciaccia  | Carolina Di Domenico | Carolina Di Domenico | Massimo Fusi    |
| 11       | 2001/02   | Disney Club    | Rai 2    | Sabato pomeriggio | Giovanni Muciaccia  | Giovanni Muciaccia  | Carolina Di Domenico | Carolina Di Domenico | Massimo Fusi    |
| 12       | 2002/03   | Disney Club    | Rai 2    | Sabato pomeriggio | Giovanni Muciaccia  | Giovanni Muciaccia  | Carolina Di Domenico | Carolina Di Domenico | Massimo Fusi    |
| 13       | 2003/04   | Disney Club    | Rai 2    | Sabato pomeriggio | Massimiliano Ossini | Massimiliano Ossini | Chiara Tortorella    | Chiara Tortorella    | Massimo Fusi    |
| 14       | 2004/05   | Club Disney    | Rai 2    | Sabato pomeriggio | Massimiliano Ossini | Massimiliano Ossini | Chiara Tortorella    | Chiara Tortorella    | Massimo Fusi    |
| 15       | 2005/06   | Club Disney    | Rai 2    | Sabato pomeriggio | Massimiliano Ossini | Massimiliano Ossini | Chiara Tortorella    | Chiara Tortorella    | Massimo Fusi    |

## I cartoni animati
I cartoni animati proposti all'interno del programma come già detto erano produzioni Disney che variavano dai cortometraggi prodotti negli anni trenta, quaranta, cinquanta, sessanta e tanti altri ancora (i cosiddetti "classici"):
- Topolino
- Paperino
- Pippo
- Pluto

e serie di cartoni animati degli anni ottanta, novanta e di oggi (alcune trasmesse in prima visione) come:

- Cip & Ciop agenti speciali
- Darkwing Duck
- DuckTales
- Bonkers - Gatto combinaguai
- TaleSpin
- Ecco Pippo!
- I Gummi
- La sirenetta - Le nuove avventure marine di Ariel
- Aladdin
- Pepper Ann
- Quack Pack
- Timon e Pumbaa
- Doug
- RicreAzione
- Buzz Lightyear da Comando Stellare
- Kim Possible
- Finalmente Weekend
- House of Mouse - Il Topoclub
- Fillmore!
- Pepi, Briciola e Jo-Jo
- La carica dei 101 - La serie
- Gargoyles - Il risveglio degli eroi
- Lilo & Stitch